# Branešci (Čajetina)
Pour les articles homonymes, voir Branešci.
Branešci (en serbe cyrillique : Бранешци) est un village de Serbie situé dans la municipalité de Čajetina, district de Zlatibor. Au recensement de 2011, il comptait 730 habitants.

## Démographie
| 1948  | 1953  | 1961  | 1971 | 1981 | 1991 | 2002 | 2011 |
| ----- | ----- | ----- | ---- | ---- | ---- | ---- | ---- |
| 1 061 | 1 084 | 1 167 | 939  | 855  | 773  | 744  | 730  |

|  |